# Malinao (Aklan)
Malinao é um município de  quarta classe de renda municipal (d) na província Aklan, nas Filipinas. De acordo com o censo de 1 de maio  de  2020 possui uma população de 24 517 pessoas e 6 093 domicílios.